# УАЗ СГР
УАЗ СВР (рос. УАЗ СГР, у розмовній мові – «Буханка», «Таблетка») — сімейство радянських автомобілів Ульянівського автомобільного заводу, випускається з 1966 року. Автомобіль представлений у версіях: фургон, мікроавтобус, санітарний автомобіль, вантажівка з приводом на всі колеса.
СГР розшифровується як «старий вантажний ряд».
Вантажопідйомність 800 кг.

## Опис
Автомобіль розроблено з оглядом на Jeep Forward Control (1956–1965). Серійний випуск розпочато 1965 року. Попередником була УАЗ-450 яка випускалася з 1958 по 1965 роки.
У 1970-х роках шасі, двигун і трансмісію уніфікували за конструкцією з агрегатами УАЗ-469.
Роки випуску УАЗ-452 і його модифікацій 1965–1985 роки. З 1985 року виготовляється модернізована версія УАЗ-2206 яка отримала і новий індекс як і весь модельний ряд який випускався після 1985 року, хоча зовнішній вигляд автомобілів і не змінився.
У березні 2011 року моделі 3962/39625 (санітарний фургон) та 2206 (мікроавтобус) зазнали модернізації. Були додані ABS, гідропідсилювач керма, ремені безпеки за стандартом Євро-4, нове травмобезпечне кермо (на пасажирських версіях), а також двигун за стандартом Євро-4.
У 2016 році відбулася нова модернізація: усі прилади були об’єднані в один циферблат спідометра з дисплеєм, на якому відображаються інші дані, та перенесені в центр панелі приладів; з’явилася ніша для аудіосистеми, передні сидіння з інтегрованими підголівниками та поздовжнім регулюванням, передній бампер із «іклами», поліпшена шумоізоляція моторного відсіку, а вантажні версії отримали нове травмобезпечне кермо.

## Конструкція

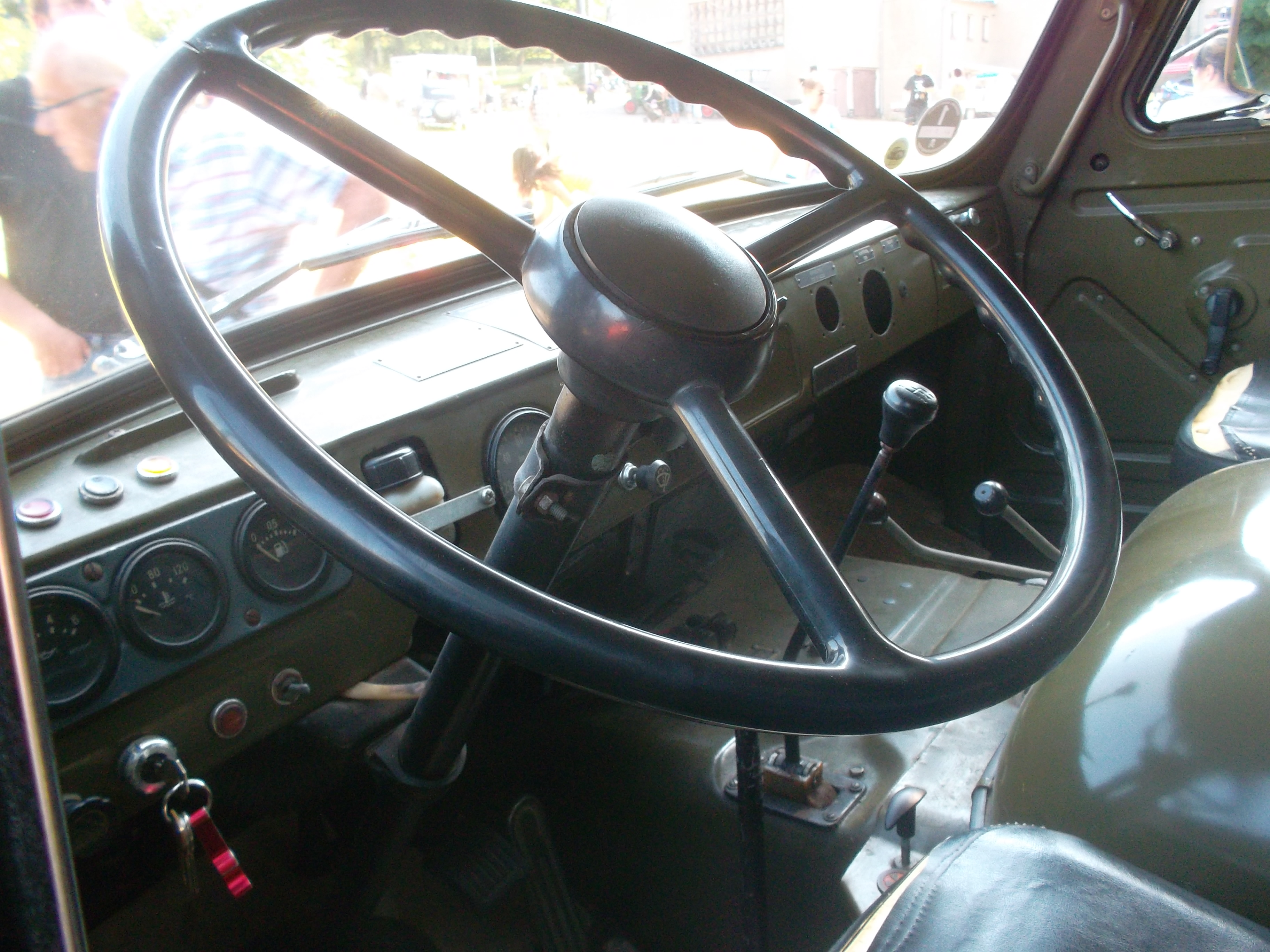
Кермо

### Кузов
Кузов автомобіля змонтований на рамі. Зварна рама складається з двох лонжеронів, з'єднаних між собою п'ятьма поперечками. Одна з поперечин (друга спереду) кріпиться болтами на кронштейнах рами. Болтове кріплення цієї поперечки передбачено для полегшення зняття і встановлення двигуна.

### Двигуни
- 2.445 л УМЗ-451 72-75 к.с.
- 2.9 л УМЗ-4218 98 к.с.
- 2.9 л УМЗ-4213 99 к.с.
- 2.7 л ЗМЗ-409 DOHC 112 к.с.

### Шасі

#### Трансмісія

##### Зчеплення
Зчеплення сухе, однодискове, складається з натискного диска з кожухом, нажимними пружинами і відтяжними важелями в зборі; веденого диска з фрикційними накладками і гасителями крутильних коливань в зборі.

##### Коробка передач
Коробка передач механічна, має чотири передачі для руху вперед і одну — для руху назад. Забезпечена синхронізаторами інерційного типу для полегшення вмикання третьої і четвертої передач.

##### Мости
Передній і задній мости ведучі, нерозрізні.

#### Ходова частина

##### Підвіска
Підвіска автомобілей УАЗ СГР складається з чотирьох поздовжніх напівеліптичних ресор, що працюють спільно з чотирма телескопічними гідравлічними амортизаторами (до 1980 року замість телескопічних застосовували важельні амортизатори). Передні і задні амортизатори однакові за конструкцією і взаємозамінні.
Ресора УАЗ СГР передньої підвіски складається з восьми листів. Перші два листа мають товщину 7 мм, інші листи — 6 мм.
Ресора задньої підвіски автомобіля УАЗ СГР складається з дев'яти листів. Листи мають товщину 7 мм.

##### Колеса
На автомобілі встановлені колеса, що складаються із штампованих дисків і приварених до них ободів. Шини пневматичні, шестишарові, низького тиску, камерні; випускаються промисловістю двох моделей, що відрізняються одна від одної малюнком протектора.
Запасне колесо встановлюється позаду автомобіля на спеціальному відкидному кронштейні.

## Модельний ряд

### 1966—1985 років

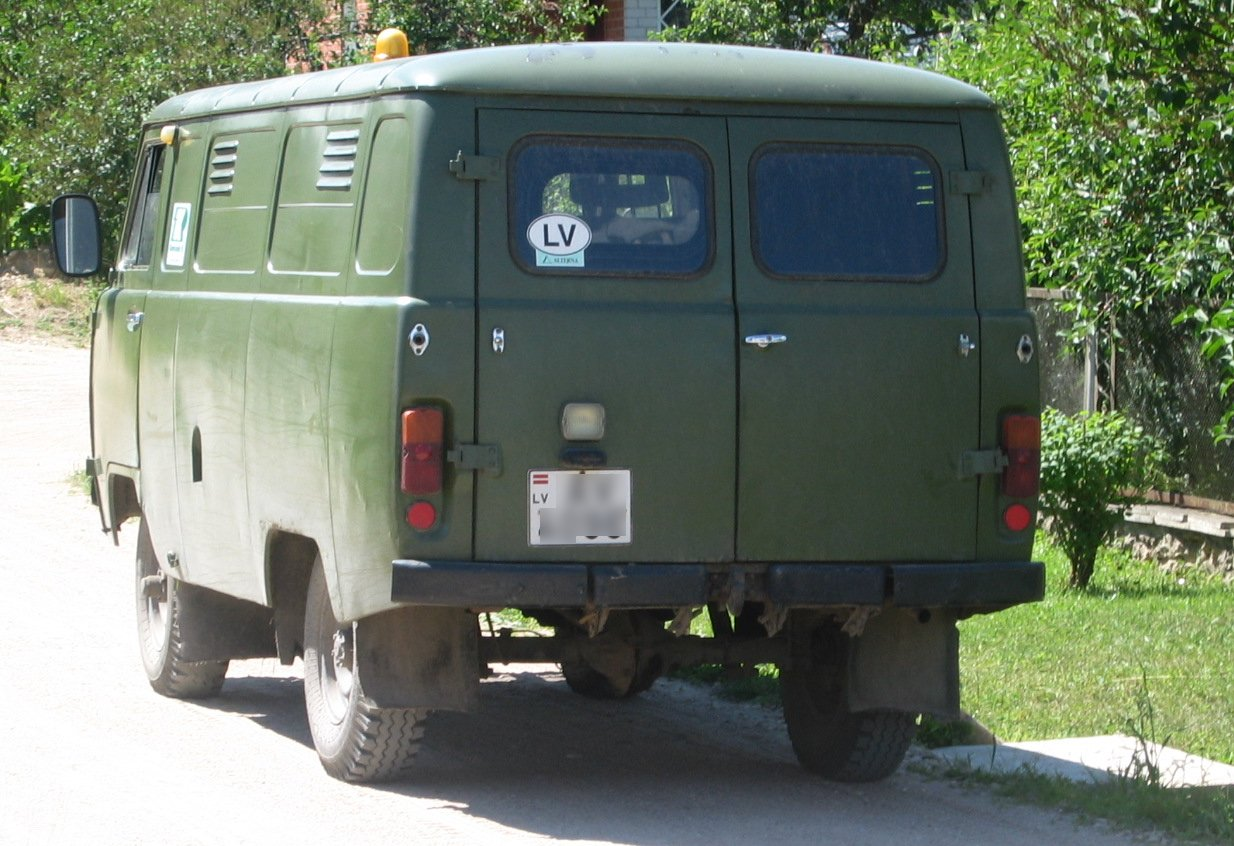
УАЗ-452 (1966—1985)

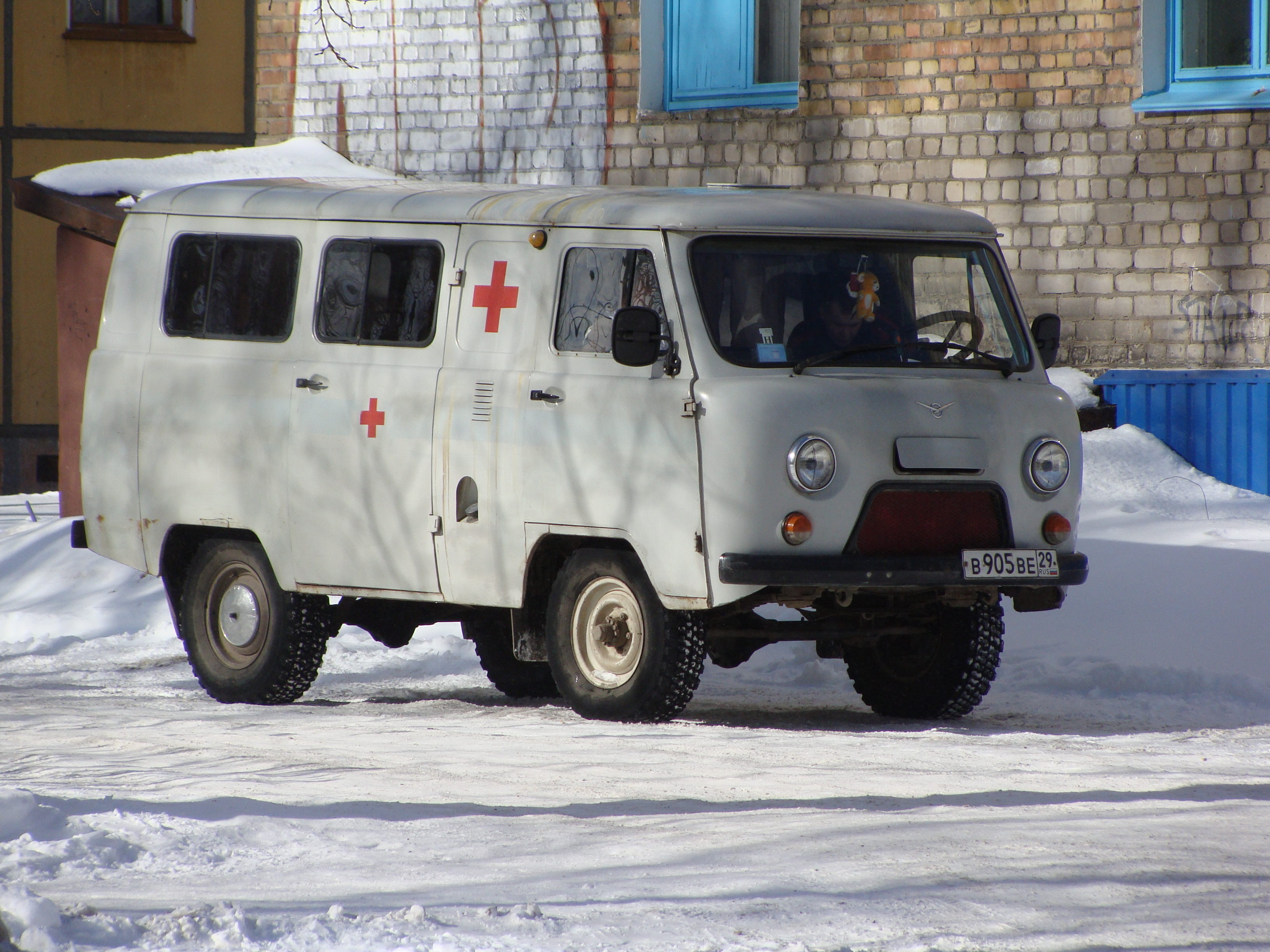
УАЗ-452А (1966—1985)

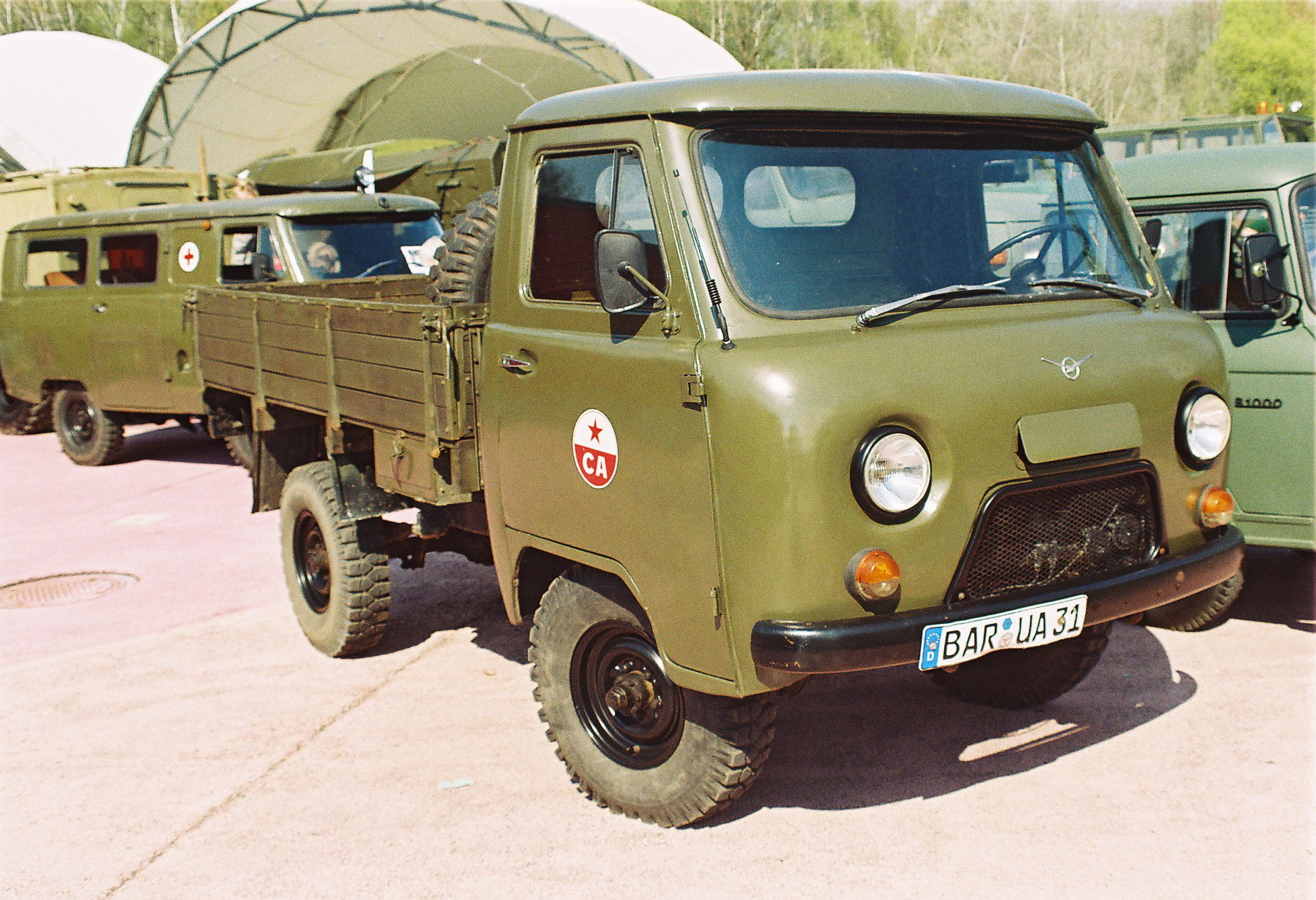
УАЗ-452Д (1966—1985)

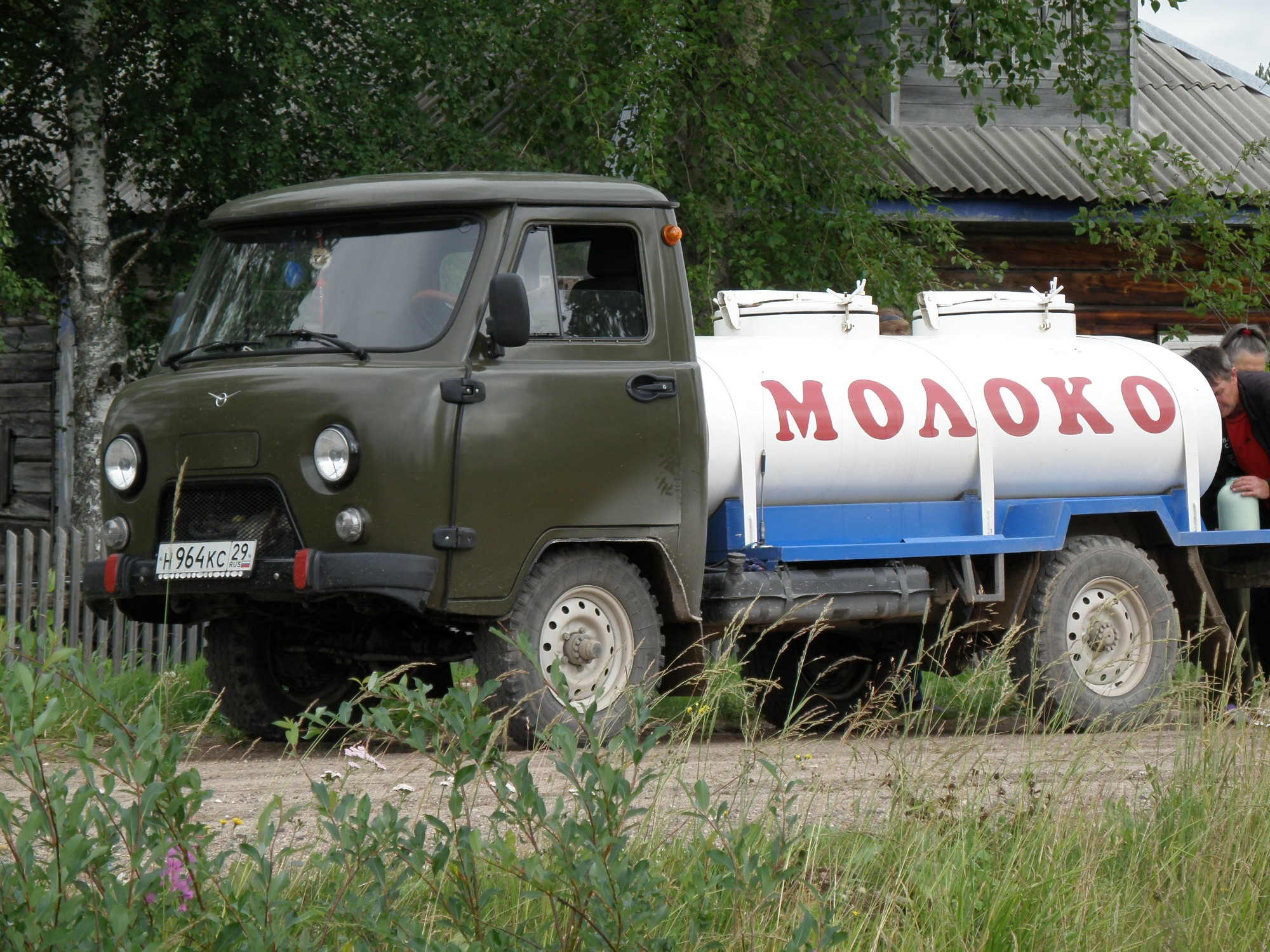
УАЗ-452АЕ (1966—1985)

- УАЗ-452 — фургон

- УАЗ-452А — санітарний автомобіль (медичний транспорт, у військовиків — евакуаційний)

- УАЗ-452АС — санітарний автомобіль у північному виконанні, обладнані додатковим опалюванням, подвійними склопакетами в салоні, посиленою теплоізоляцією підлоги, даху і боковин. Розрахований на морози до 60 °C.

- УАЗ-452АЕ — шасі для установки різного устаткування

- УАЗ-452В — десятимісний мікроавтобус вагонного компонування

- УАЗ-452Д — вантажівка з двомісною кабіною і дерев'яним кузовом

- УАЗ-452Г — санітарний автомобіль, відрізняється від УАЗ-452А місткістю

- УАЗ-452К — експериментальний 16-місний автобус, 1973 р. (6х4)

- УАЗ-452П — сідловий тягач

- «Медея» — тривісний реанімаційний автомобіль

- СТП-21 і ТПС-22 — літаковий пасажирський трап на шасі УАЗ-452Д

- АТ-6 — аеродромний транспортер (для навантаження-розвантаження вантажів) на шасі УАЗ-452Д, 1975 р. З 1-місцевої кабіною

- «Білозір'я-2М» — комбінована радіостанція (КШМ) на шасі УАЗ-452

- Р-849М — рухомий аеродромний радіовузол зв'язку на шасі УАЗ-452АЕ з причепом ГАЗ-704

- ПАР-9М — приводна аеродромна прийомно-передавальна телеграфно-телефонна радіостанція малої потужності на шасі УАЗ-452А з причепом

ГАЗ-704
- СРКР-1 «Октава» (1АРК-10) — Станція радіоконтролю та розвідки на шасі УАЗ-452 (приймач РТ контролю та розвідки ПРКР-1 «Дніпро-1км» (1РК-9) та ін)

- ОПМС-68 — полегшена рухома метеостанція на шасі УАЗ-452

- УАЗ-Тамро — реанімобіль

- Екскурсійний автопоїзд на базі УАЗ-452

Якщо на автомобіль встановлювали екрановане електрообладнання, то додавали букву «Е» (УАЗ-452ДЕ. ..)
На базі УАЗ-452АЕ, зокрема, були створені автомобілі-топоприв'язчики УАЗ-452Т, УАЗ-452Т-II і УАЗ-452Т-2.

### з 1985 року

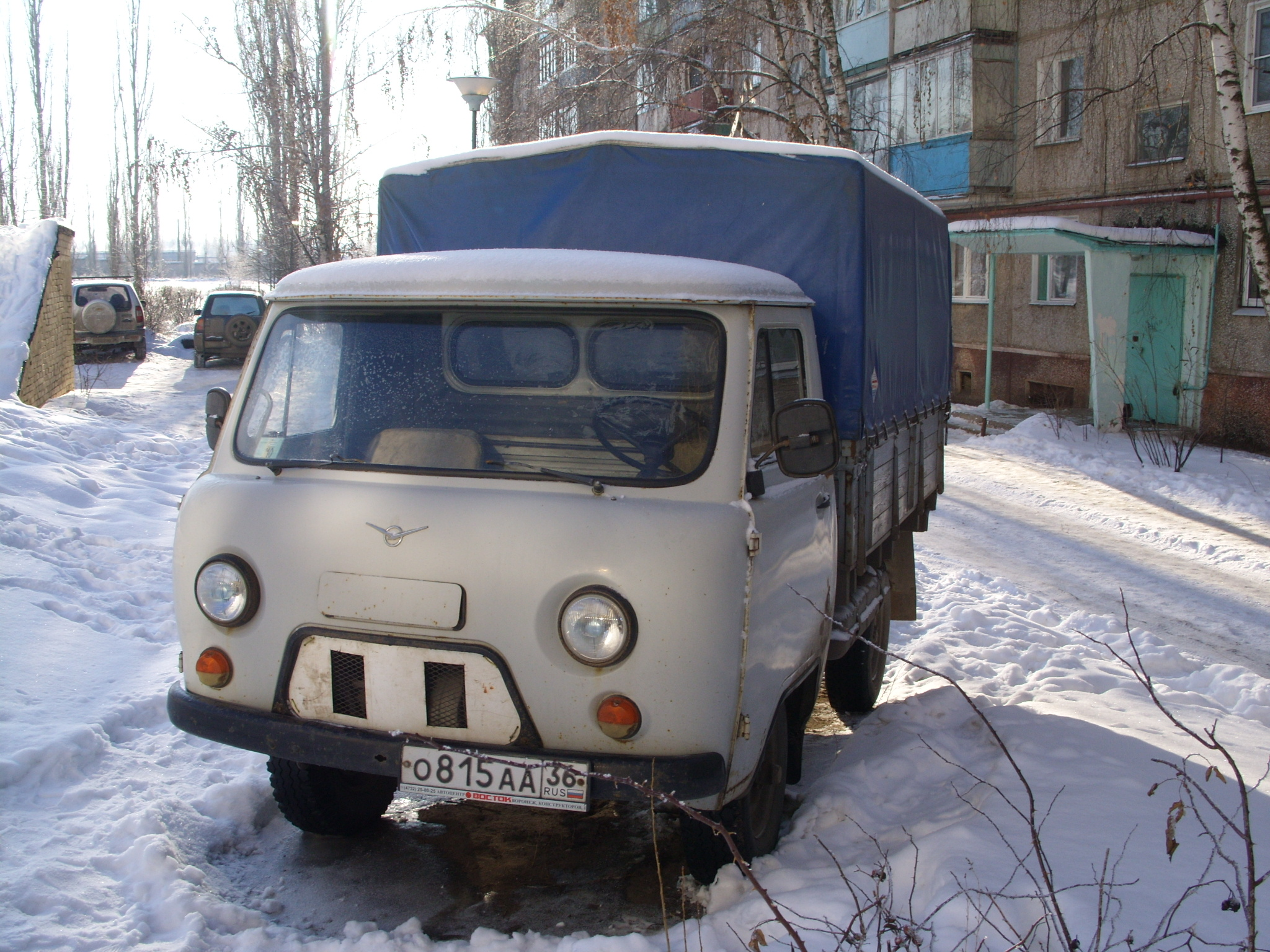
УАЗ-3303

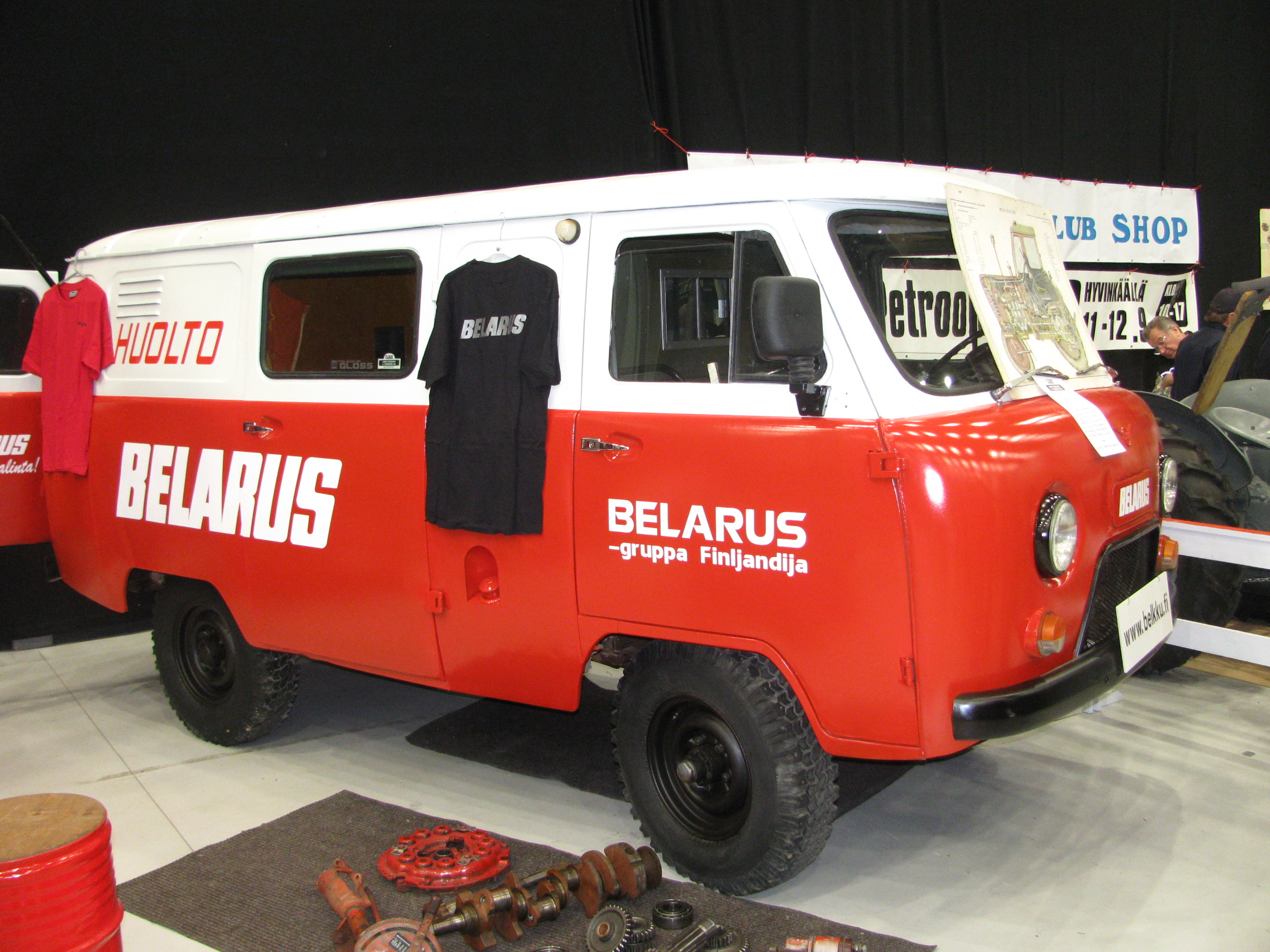
УАЗ-3741

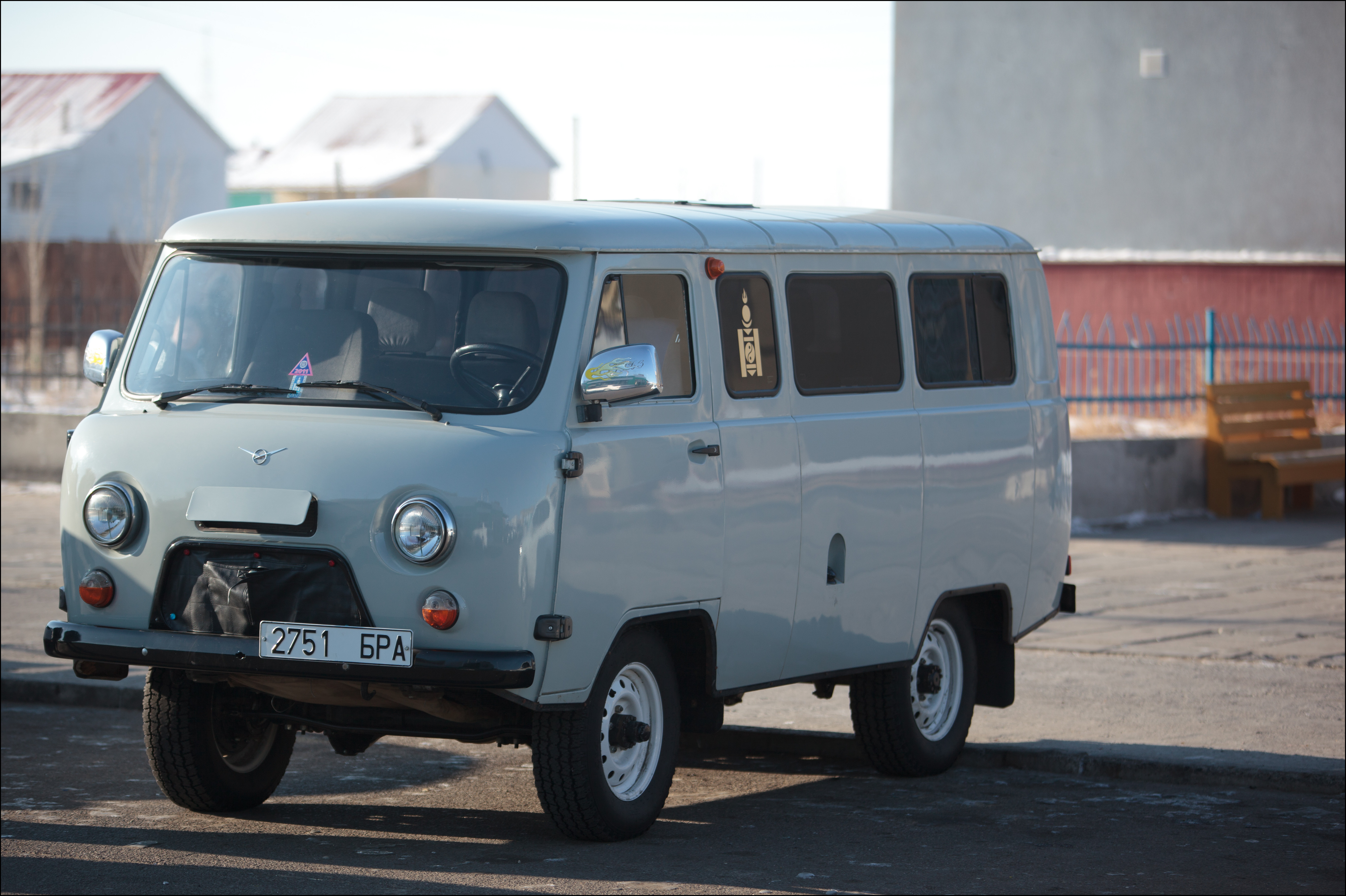
УАЗ-2206

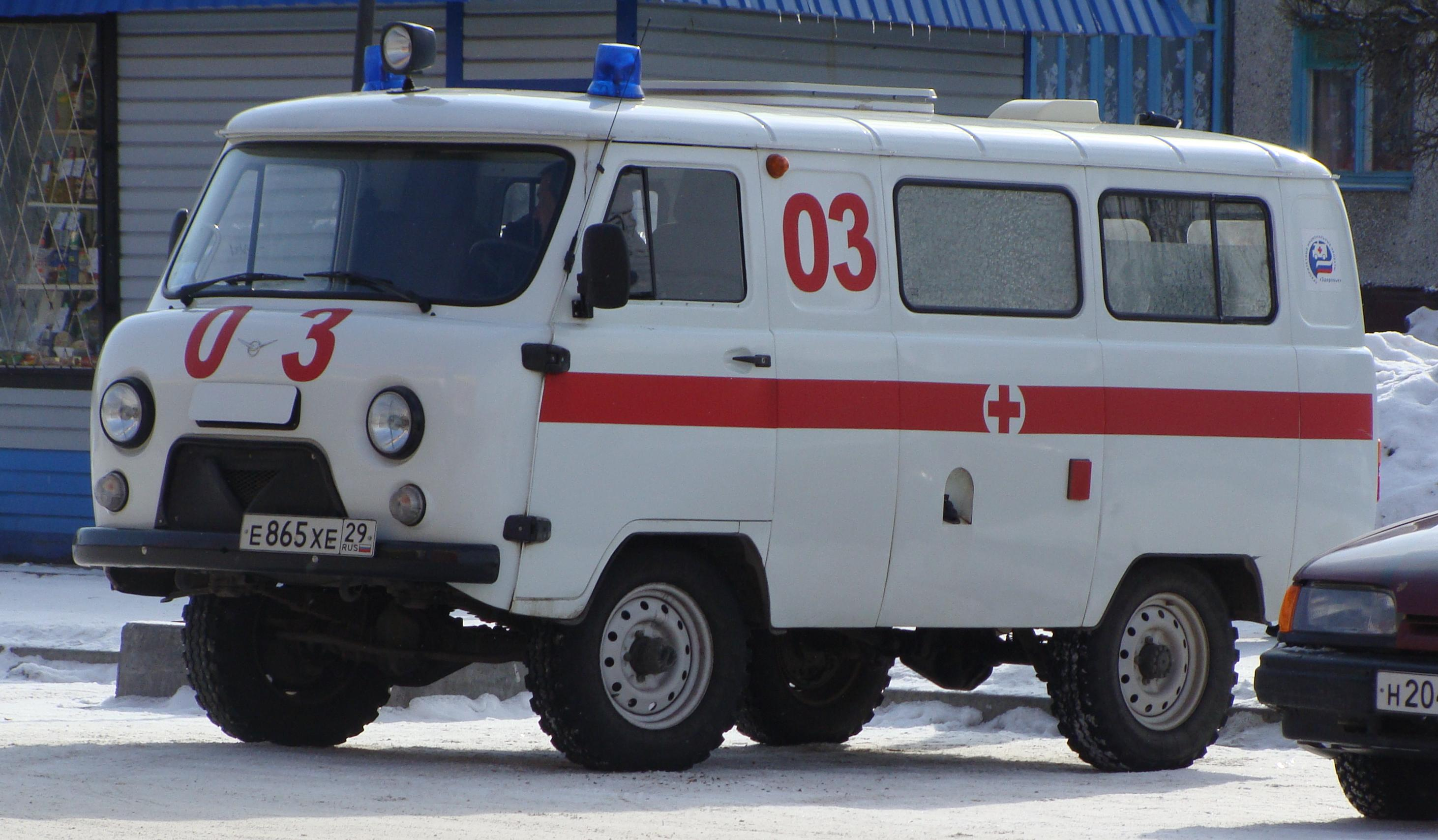
УАЗ-3962

У 1985 році була проведена модернізація, всі модифікації отримали відповідно нові індекси:
- УАЗ-3303 —  вантажний бортовий повнопривідний автомобіль для будь-яких видів дорожніх покриттів і бездоріжжя.

Кабіна — суцільнометалева, двомісна, з двома боковими одностулковими дверима і знімною кришкою капота двигуна. Різні модифікації автомобіля можуть мати як дерев'яну, так і металеву платформи.
- УАЗ-39094 — вантажний автомобіль з подвійною п'ятимісною кабіною і опущеною на 10 см металевою платформою з дерев'яною підлогою, яку оснащено знімним каркасом тенту і тентом, відкидається на 3 сторони. На передньому борту знаходиться пара двомісних відкидних сидінь.

У порівнянні з базовим автомобілем УАЗ-3303, модель має велику вантажопідйомність, кращу стійкість і плавність ходу. Трохи підвищена прохідність.
Автомобіль значно більш комфортний (нові регульовані комфортабельні сидіння, нове рульове колесо, покращений інтер'єр, обігрівач більшою теплопродуктивності, вентиляційний люк, поліпшена панель приладів, оббивка дверей і задньої стінки, поліпшена шумоізоляція і т. ін.)
За бажанням замовника автомобіль може випускатися в спрощеному варіанті (з оздоблення та комплектації).

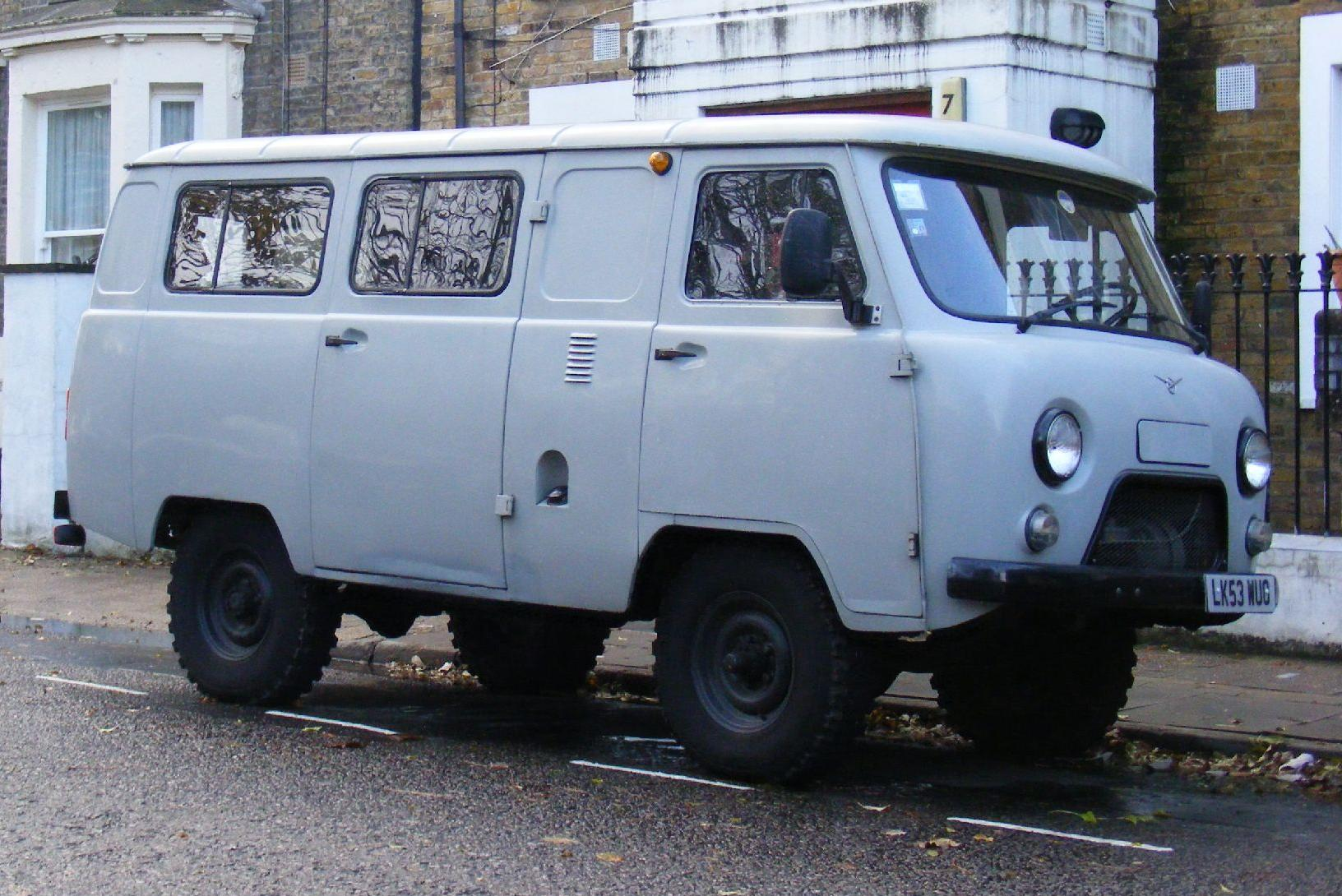
УАЗ-39625

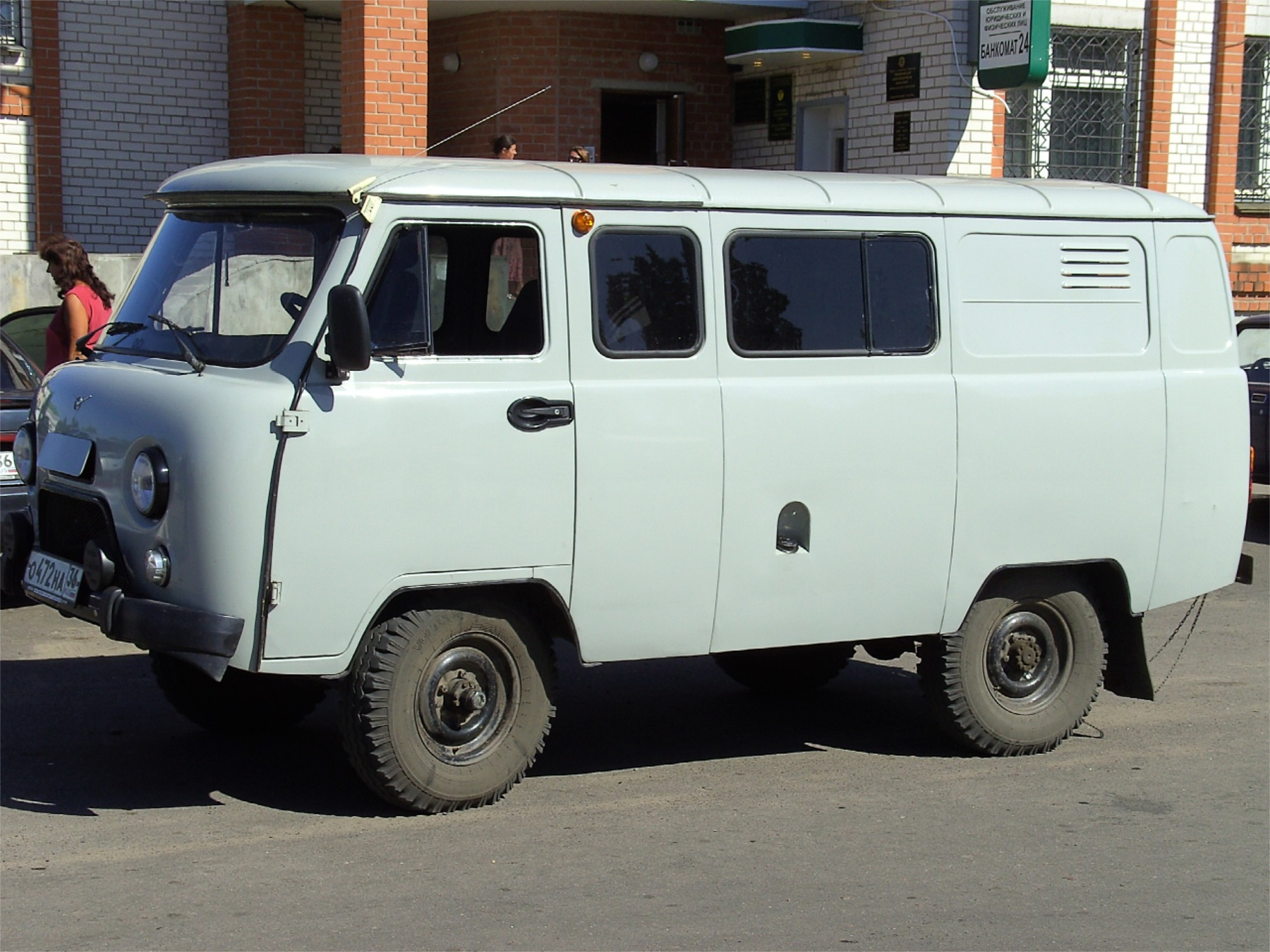
УАЗ-3909

- УАЗ-3741 (37419) — інтегрований суцільнометалевий фургон. вантажний повнопривідний автомобіль з трьома бічними одностулковими дверима і двостулковими задніми дверима. Його призначення — перевезення вантажів по всіх видах доріг і, головне, по бездоріжжю, практично в будь-яких можливих погодних умовах.

Суцільнометалевий закритий кузов забезпечить збереження Вашого вантажу. До речі, модель без проблем бере на борт 850 кг плюс 2 людини. Важливою також є можливість розміщення досить великогабаритних вантажів.
- УАЗ-2206 — повнопривідний мікроавтобус призначений для перевезення пасажирів (а якщо знадобиться, і вантажів) по всіх видах доріг і бездоріжжю. Надійна рамна конструкція, суцільнометалевий кузов, простота в обслуговуванні.

- УАЗ-3962 (39629) — санітарний повнопривідний автомобіль призначений для перевезення хворих і може використовуватися для обслуговування пунктів швидкої медичної допомоги та евакуації постраждалих як у містах, так і в сільській місцевості. Кузов автомобіля розділений перегородкою на кабіну водія та санітарний приміщення. Перегородка має вікно з розсувними стеклами. Санітарне приміщення обладнане відкидними сидіннями і кріпленням для установки 4 носилок, передбачена можливість розміщення санітарного обладнання. У передній частині даху кузова встановлюється поворотний прожектор.

Використання UAZ 3962 в медицині — це далеко не все, на що він здатний. Область використання «санітарки» набагато ширше. Народна кмітливість давно перетворила її у вантажопасажирський автомобіль, адже завдяки відкидним лавок тут можна розмістити до 9 осіб або відповідний еквівалент вантажу.  З квітня 1997 року розпочато виробництво автомобіля з м'якою оббивкою і комфортабельними сидіннями водія, пасажира і супроводжуючого в салоні.
- УАЗ-39625 — спеціальний вантажно-пасажирський автомобіль призначений для перевезення пасажирів і вантажів, може використовуватися в місті та в сільській місцевості. Салон обладнаний двомісними відкидними сидіннями.

За технічними характеристиками, інтер'єру і зовнішнього вигляду цей автомобіль ідентичний традиційної «санітарці».
- УАЗ-3909 — фургон з подвійною кабіною, дана модель — «фермер» вагонного типу — являє собою спеціальний вантажопасажирський повноприводний автомобіль з 3 бічними одностулковими дверима і двостулковими дверима задка.

Головний плюс автомобіля — універсальність: тут одночасно можуть «співіснувати» водій, 6 пасажирів і 450 кг вантажу в ізольованому відсіку (пасажирський салон відділений перегородкою з вікном). Автомобіль має столик у салоні, обігрівач більшої теплопродуктивності, інші конструкторські нововведення.
- УАЗ-3909i — військова санітарна машина з червоним хрестом на даху.

## Автомобілі на базі УАЗ, що випускаються на інших заводах

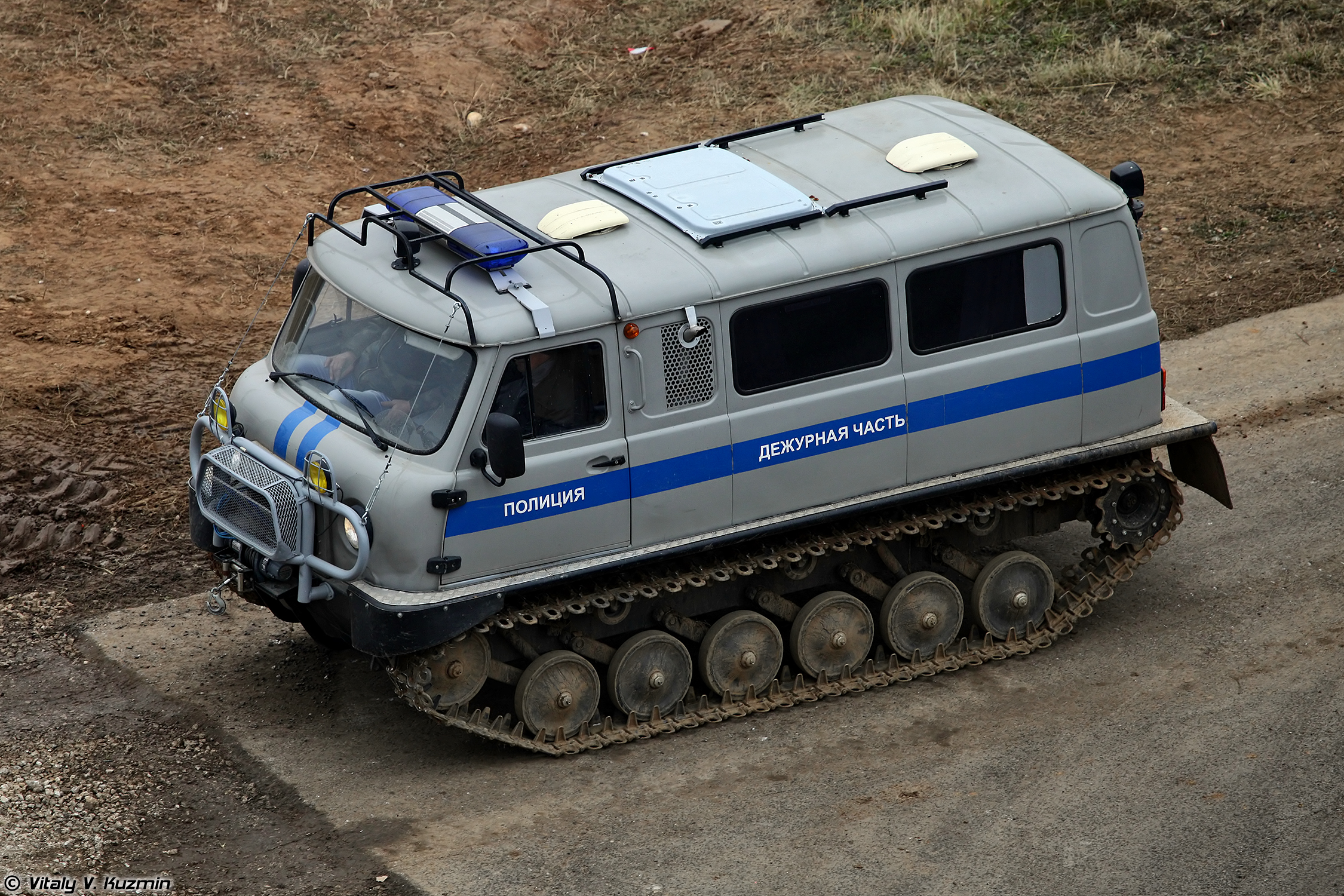
ЗВМ-2411 «Узола»

- ЗВМ-2411 «Узола» — сімейство російських снігоболотоходних машин на гусеницях (всюдихід-амфібія), що виготовляють серійно на підприємстві «Завод Вездеходных Машин» у місті Заволжя в Нижньогородської області Росії.[4] Кузова уніфіковані з УАЗ-2206. Призначена для проходу по слабким ґрунтам, болитистим місцевостям та подолання водних перешкод (плавуча).[5]

## В ігровій та сувенірній продукції
- У 2009 році модель УАЗ-452 в масштабі 1:43 пісочного кольору вийшла в рамках проекту «Автолегенды СССР» від видавництва «ДеАгостіні».
- З 1983 по 1987 роки випускався справжній А41 заводом ВАТ Тантал.
- Виготовляється саратовським ВАТ «Тантал» № 01, 03, 04, 05 і 06 в пасажирському, вантажопасажирському, вантажному варіантах, а також у варіанті реанімації з незначними спрощеннями, начебто втрати хромованих деталей і заварених дверей.